# Logical Design Works
Logical Design Works, Inc. (w skrócie: LDW) – amerykańskie przedsiębiorstwo produkujące i wydające gry komputerowe w latach 1983–1993, założone przez Lucjana Daniela Wencla, absolwenta fizyki Uniwersytetu Warszawskiego. Większość wydanych przez nie gier została stworzona przez siostrzaną spółkę, Przedsiębiorstwo Zagraniczne Karen. Posługiwało się nazwą handlową California Dreams.

## Produkcja gier
Wencel pracował jako konsultant komputerowy w San Jose, m.in. komputeryzując tamtejsze zakłady General Motors. Widząc potencjał amerykańskiego rynku, założył firmę LDW, nazwaną od inicjałów swojego imienia i nazwiska, zaś w Polsce, nazwaną od imienia żony, Przedsiębiorstwo Zagraniczne Karen, którego pracownicy mieli pisać oprogramowanie na rynek amerykański. U podstaw decyzji o rozpoczęciu działalności programistycznej w Polsce stały dobre wykształcenie absolwentów polskich uczelni oraz niskie – z amerykańskiego punktu widzenia – koszty pracowników.
Kilkuosobowy zespół pracowników rozpoczął działania od konwertowania amerykańskich gier na platformy inne, niż pierwotnie wydawane. Stworzono również „dział oprogramowania eksportowego”, wyposażony w nowoczesny sprzęt, specjalistyczną literaturę i oprogramowanie. Gry w szerokiej rozpiętości gatunków konwertowane były na prawie wszystkie dostępne wtedy komputery domowe, oprócz Amigi, a w poszczególnych zespołach panował podział funkcji – szef projektu miał do dyspozycji grafików, programistów, czy testerów. Przy konwertowaniu gier, najczęściej mieli do dyspozycji oryginalny program, rzadziej wydruk programu w asemblerze, co powodowało, że część konwersji znacznie odbiegała od oryginału, ale pracownicy mieli nieco twórczej wolności. Głównym odbiorcą konwersji była firma Strategic Simulations Inc.
Pierwszą autorską produkcją PZ Karen był Vegas Gambler z 1987 roku, wydany na Commodore 64, Atari ST i PC. Rok później, grę przekonwertowano na Apple II, a dopiero w 1989 na Amigę. Celem samodzielnej publikacji tytułu, Wencel powołał firmę California Dreams, która wydawała wszystkie późniejsze tytuły programowane w PZ Karen. W roku 1989 przedsiębiorstwo wydało grę Blockout, największy swój sukces.
Produkcje Karen wysyłano do LDW co kilka miesięcy pocztą lotniczą, co poprzedzone było crunchem; jeśli po wysyłce odkryto jakieś błędy programistyczne, poprawki wysyłano do USA teleksem w systemie heksadecymalnym.
Na początku lat 90., programiści PZ Karen stworzyli grę strategiczną Solidarność, w której gracz wciela się w rolę związkowego przywódcy, walczącego (bezkrwawo – poprzez ulotki, przemówienia, plakaty czy strajki) z komunistyczną władzą. Na cztery możliwe zakończenia gry, trzy były niepomyślne – było to więzienie, radziecka inwazja i porażka w wyborach. Tytuł mógł odnieść sukces na fali popularności Lecha Wałęsy, a ściślej filmu o późniejszym prezydencie Polski, który powstawał wówczas w Hollywood. Filmu jednak nie ukończono, gra nie trafiła do sprzedaży (choć prasa branżowa, np. Gambler, ją zrecenzowała), a Wencel podjął decyzję o natychmiastowym zamknięciu działu oprogramowania eksportowego, czyli de facto całej działalności programistycznej w Polsce. Przyczynami była porażka sprzedażowa związana z grą Blockout, rosnące koszty i silniejsza polska gospodarka nie dająca dobrego przełożenia z dolara na złotówkę, jak kiedyś. Kod Solidarności trafił w ręce sprzedawców na giełdach komputerowych, w wyniku czego ostatecznie znalazła się w obiegu.

## Dystrybucja sprzętu
W roku 1985 LDW zaczęło sprowadzać do Polski ośmiobitowe komputery Atari, sprzedawane w sieci sklepów Pewex, powierzając PZ Karen serwisowanie importowanych urządzeń. W roku 1986 Wencel udzielił miesięcznikowi Komputer wywiadu, w którym zapowiedział uruchomienie w Polsce produkcji komputera Atari 130 XE. W 1987 roku, rozpoczęto sprowadzanie 16-bitowych komputerów Atari ST, choć popularnością dalej cieszyły się 8-bitowe systemy. Próbowano sprowadzać inne sprzęty m.in oparte na IBM PC montowane przez Karen ale popyt na nie był niezadowalający. LDW Inc. montowało swoje komputery dla Ameryki Południowej, krajów arabskich, ZSRR, Węgier, Jugosławii i Czechosłowacji. Przedsiębiorstwo – znowu za pośrednictwem PZ Karen – sprzedawało polskim firmom stacje Sun Microsystems, importowało sprzęt AGD oraz sprowadziło do Polski pierwsze notebooki na początku lat 90. Pod koniec 1991 roku PZ Karen odeszła od dystrybucji sprzętu Atari.

## Wydane gry
- 1985 Phantasie
- 1987 Phantasie III
- 1987 Vegas Gambler
- 1988 TrianGO
- 1989 Blockout
- 1989 Street Rod
- 1989 Tunnels of Armageddon
- 1991 Street Rod 2: The Next Generation
- 1993 Ancient Glory